# Dorosomatidae
Die Dorosomatidae sind eine Familie der Heringsartigen (Clupeiformes), die vor allem in tropischen und subtropischen Regionen der Weltmeere und in Süßgewässern (z. B. im ostafrikanischen Tanganjikasee) vorkommt.

## Merkmale
Diagnostisches Merkmal der Dorosomatidae sind die nicht überlappenden Kiemenrechen. Die aktuelle Zusammensetzung der Familie wurde durch DNA-Vergleiche ermittelt. Vorher umfasste die ursprünglich auf morphologischer Grundlage diagnostizierte Familie nur die Gattungen Anodontostoma, Clupanodon, Dorosoma, Gonialosa, Konosirus und Nematalosa. Die Arten dieser Gattungen sind mittelgroße Heringsfische, die meisten Arten werden etwa 30 cm lang oder etwas länger. Ihre Bauchseite ist vollständig mit kräftigen Schuppen besetzt, bei Clupanodon auch der Bereich vor der Rückenflosse. Die Rückenflosse steht über der Körpermitte. Der letzte Flossenstrahl ist bei den Gattungen Clupanodon, Dorosoma, Konosirus und Nematalosa fadenartig verlängert, weshalb sie im deutschen als Fadenflossige Alsen bezeichnet werden. Das Maul ist mehr oder weniger unterständig, manchmal auch endständig. Die Symphyse des Unterkiefers fasst in eine Kerbe in der Oberkiefermitte. Die Fische sind zahnlos, die Kiemenreusenstrahlen sind zahlreich. Ein Paar Pharyngealtaschen oberhalb des vierten Kiemenbogens dient offenbar dem Sammeln von Nahrung. Der Magen ist muskulös und entspricht einem Kaumagen. Die meisten Dorosomatidae sind silbrig, oft mit einem dunklen Fleck hinter der Kiemenöffnung, bei einigen Arten von einer Punktreihe gefolgt.
- Schuppenformel: mLR 38–55 (43–71 bei Gonialosa und bis zu 86 bei einigen Dorosoma).

## Gattungen und Arten

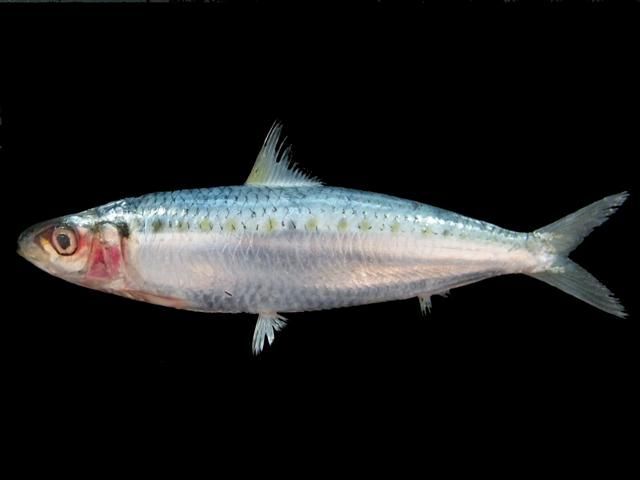
Amblygaster sirm

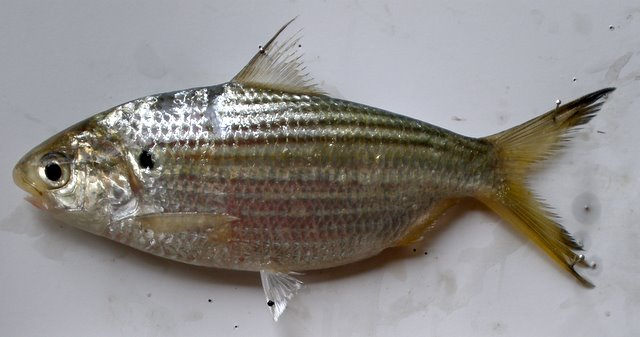
Anodontostoma chacunda

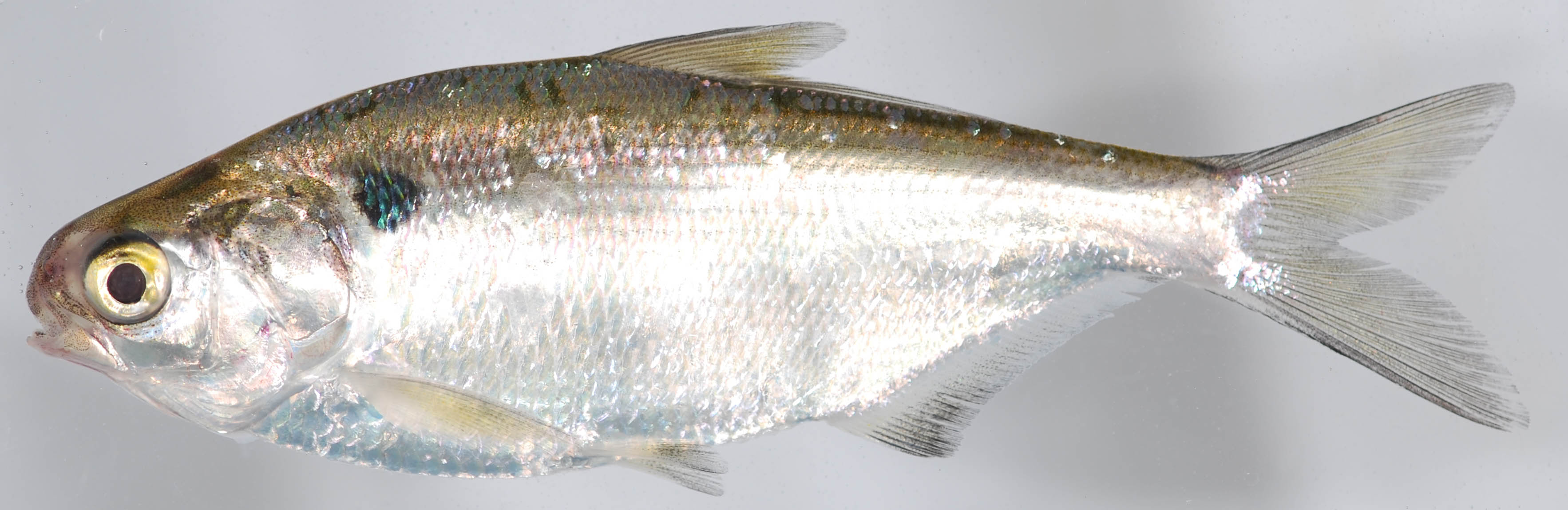
Dorosoma cepedianum

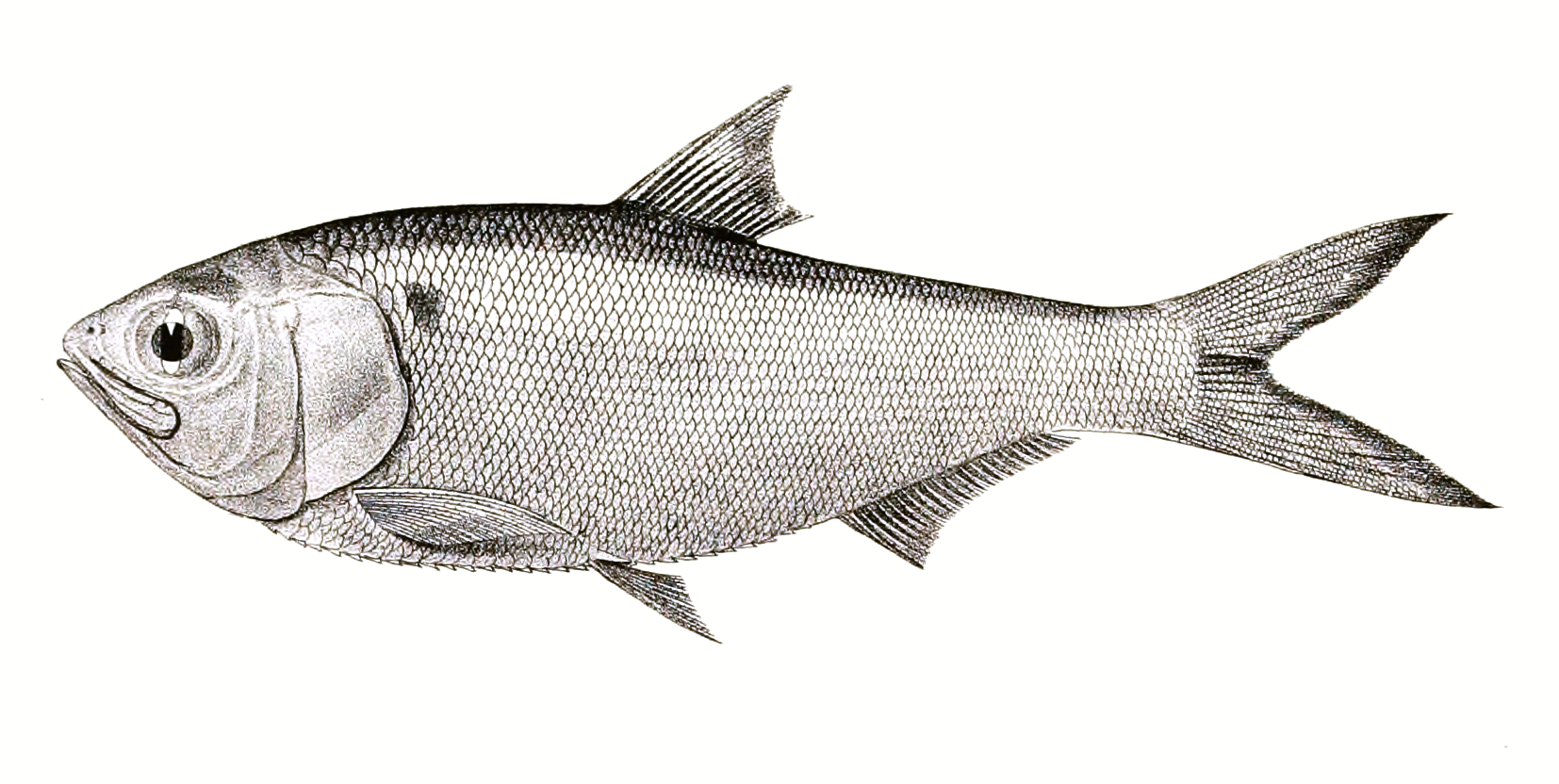
Gudusia chapra

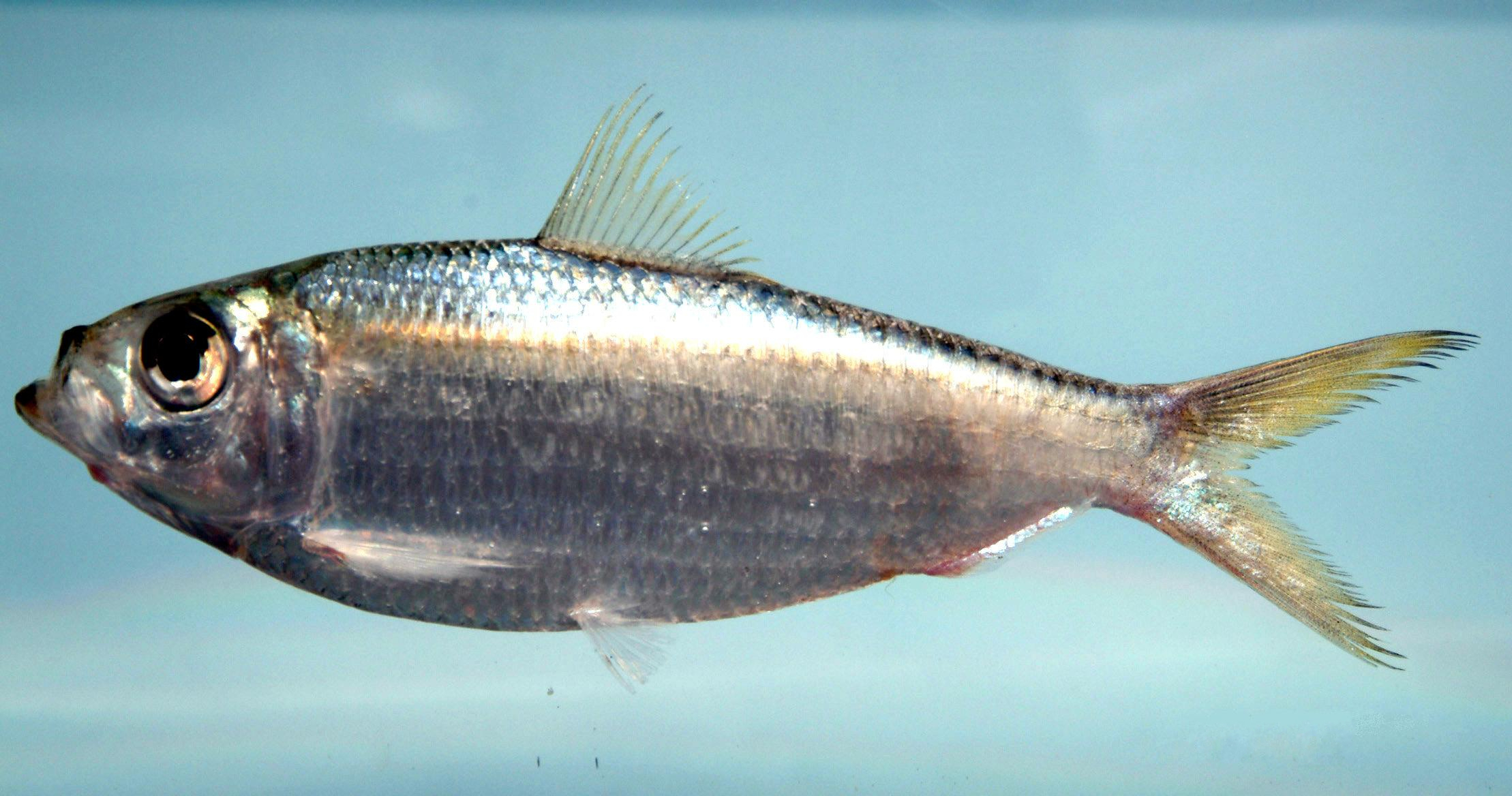
Harengula jaguana

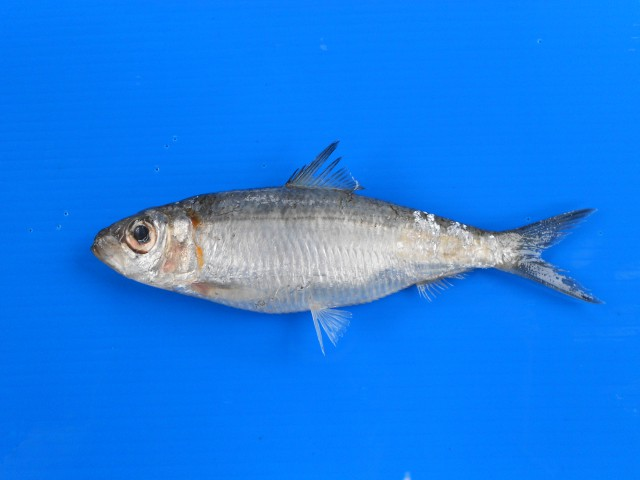
Herklotsichthys quadrimaculatus

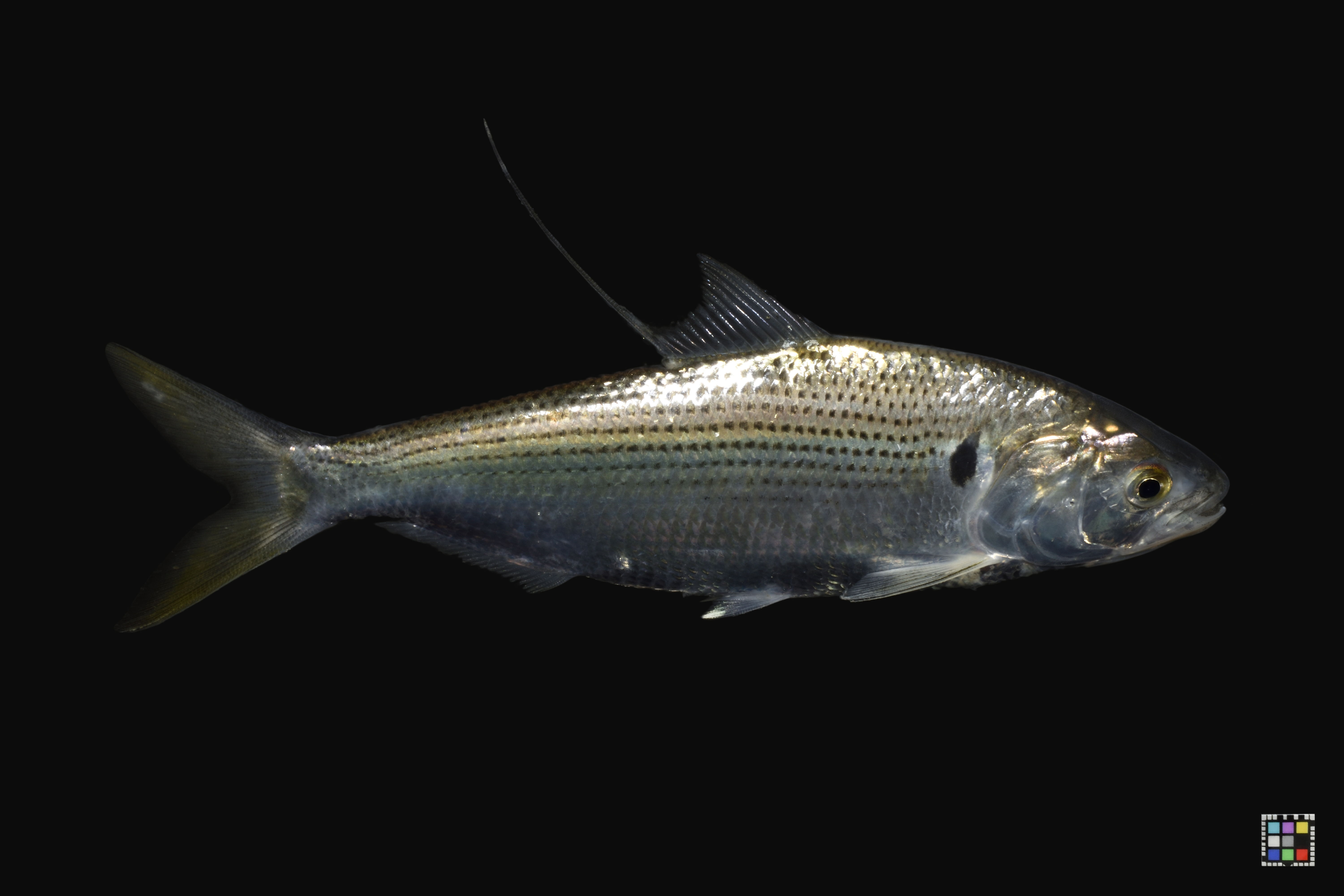
Konosirus punctatus

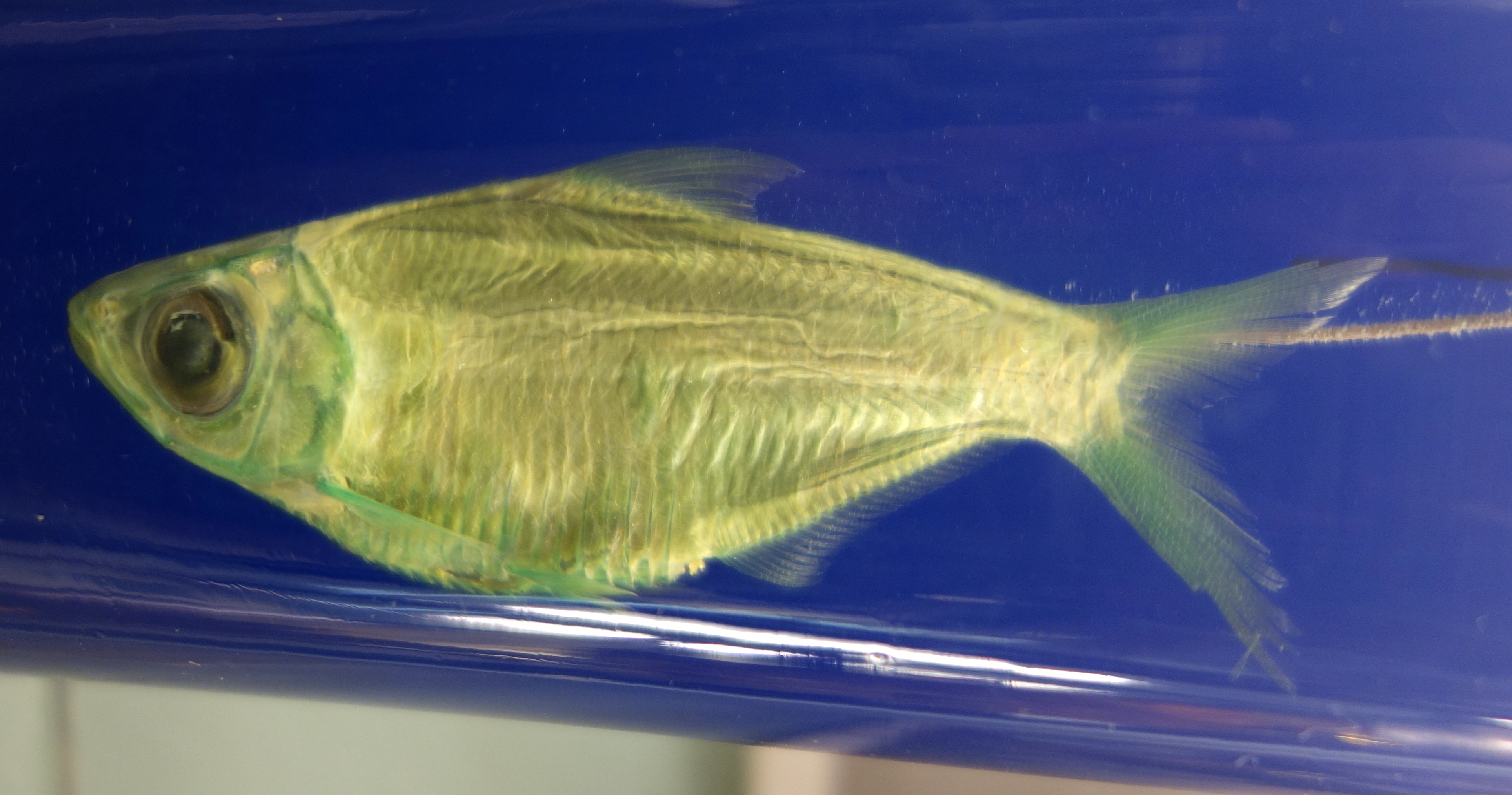
Microthrissa royauxi

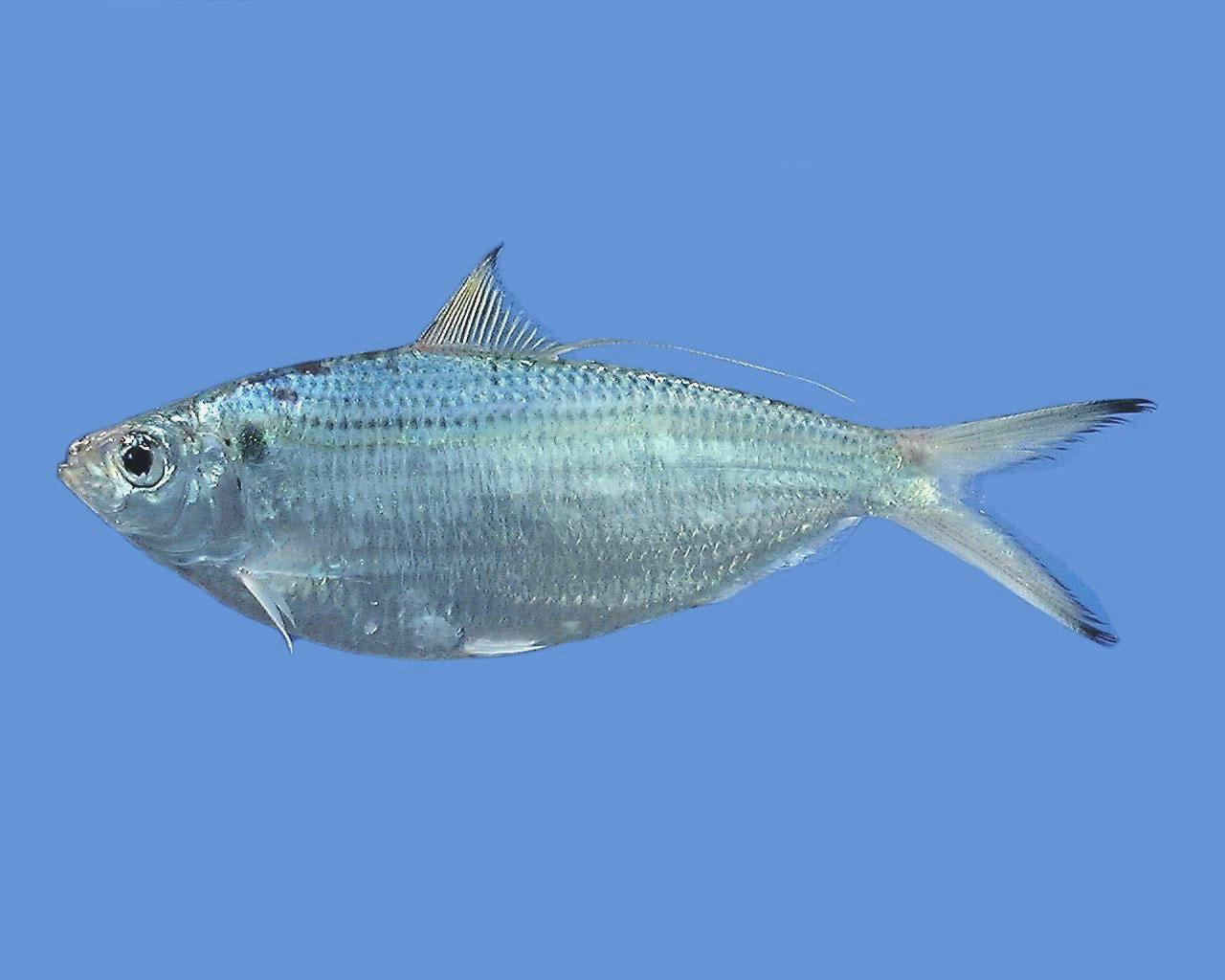
Opisthonema oglinum

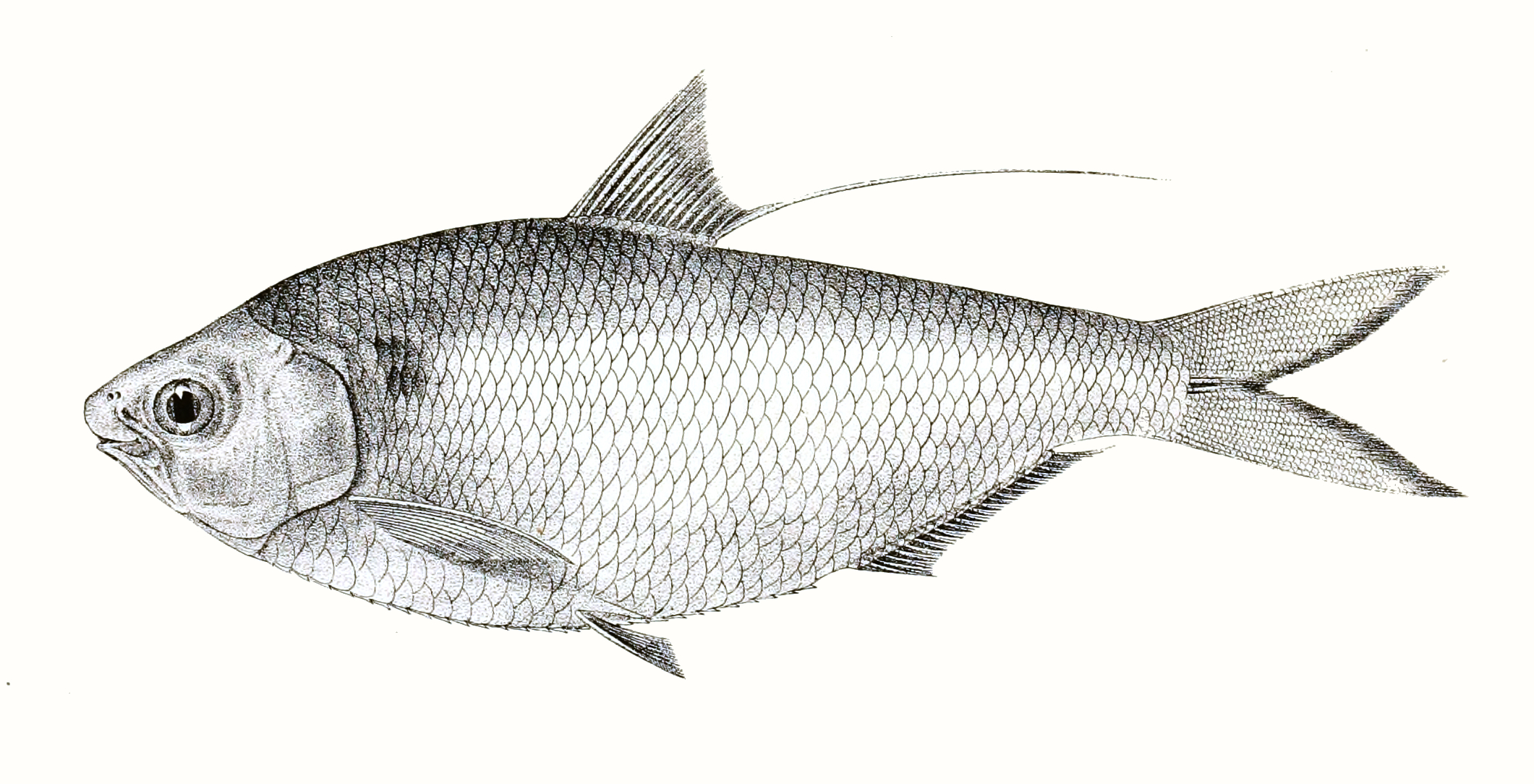
Nematalosa nasus

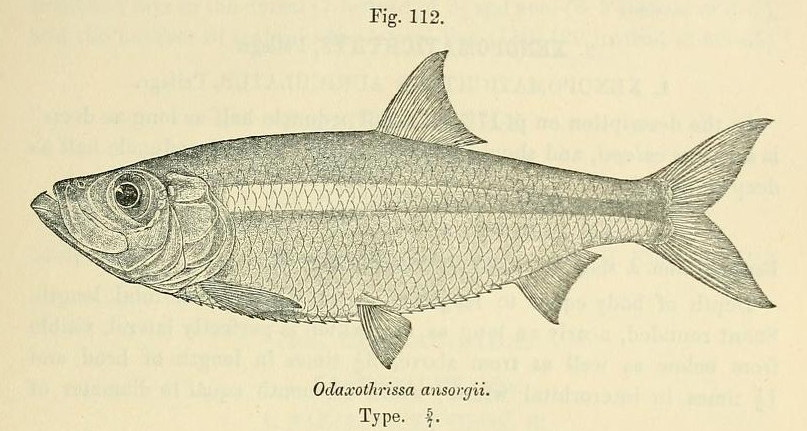
Odaxothrissa ansorgii

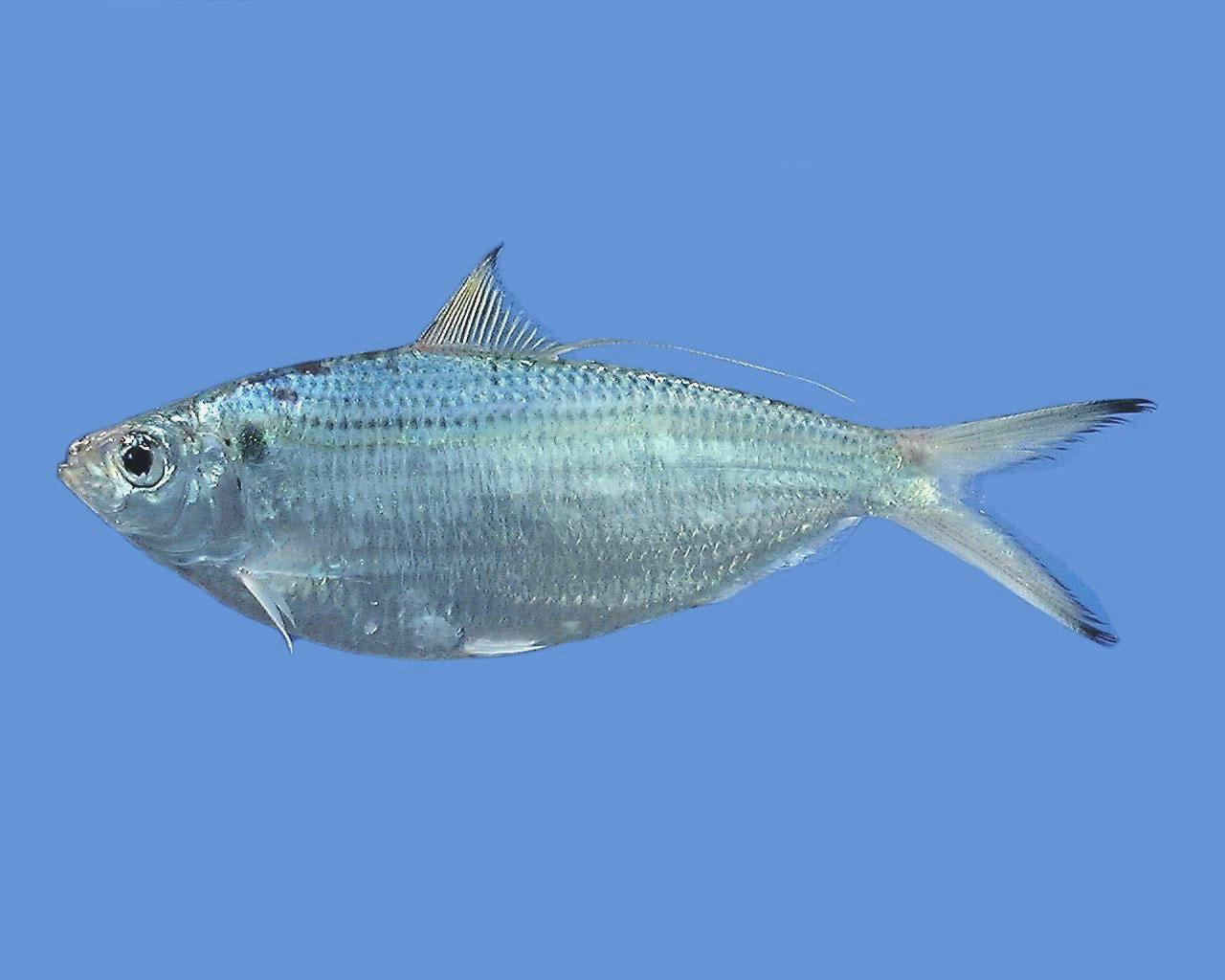
Opisthonema oglinum

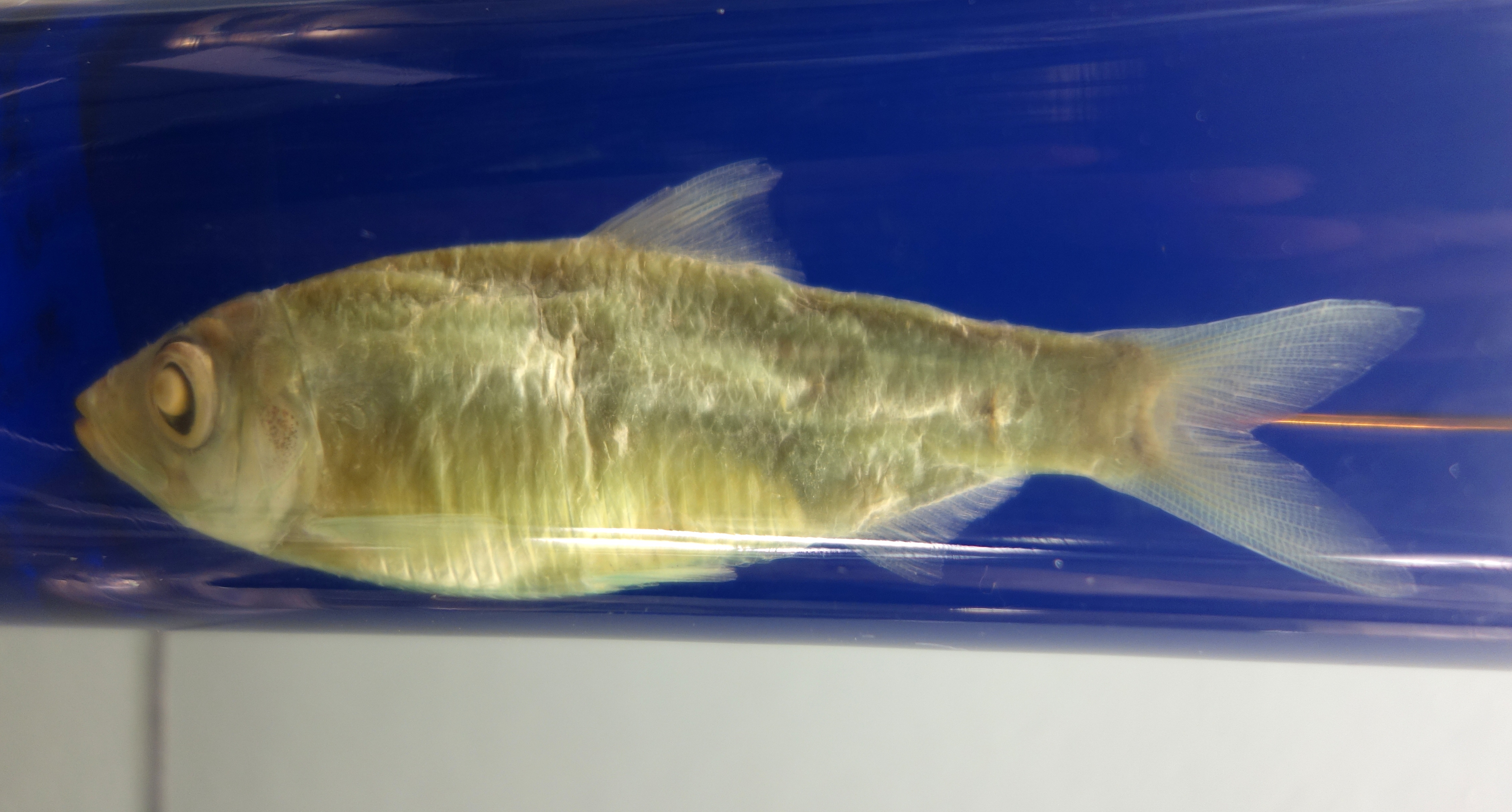
Pellonula vorax

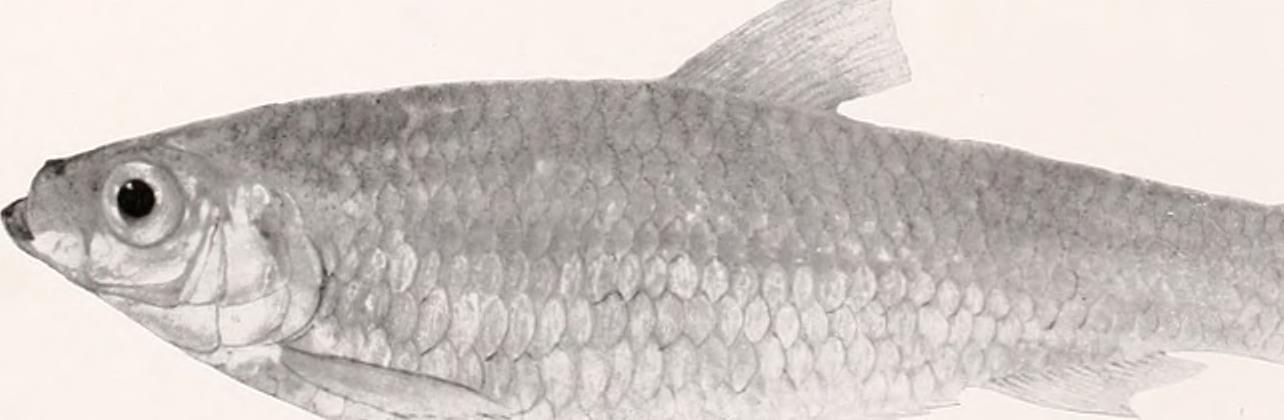
Rhinosardinia amazonica

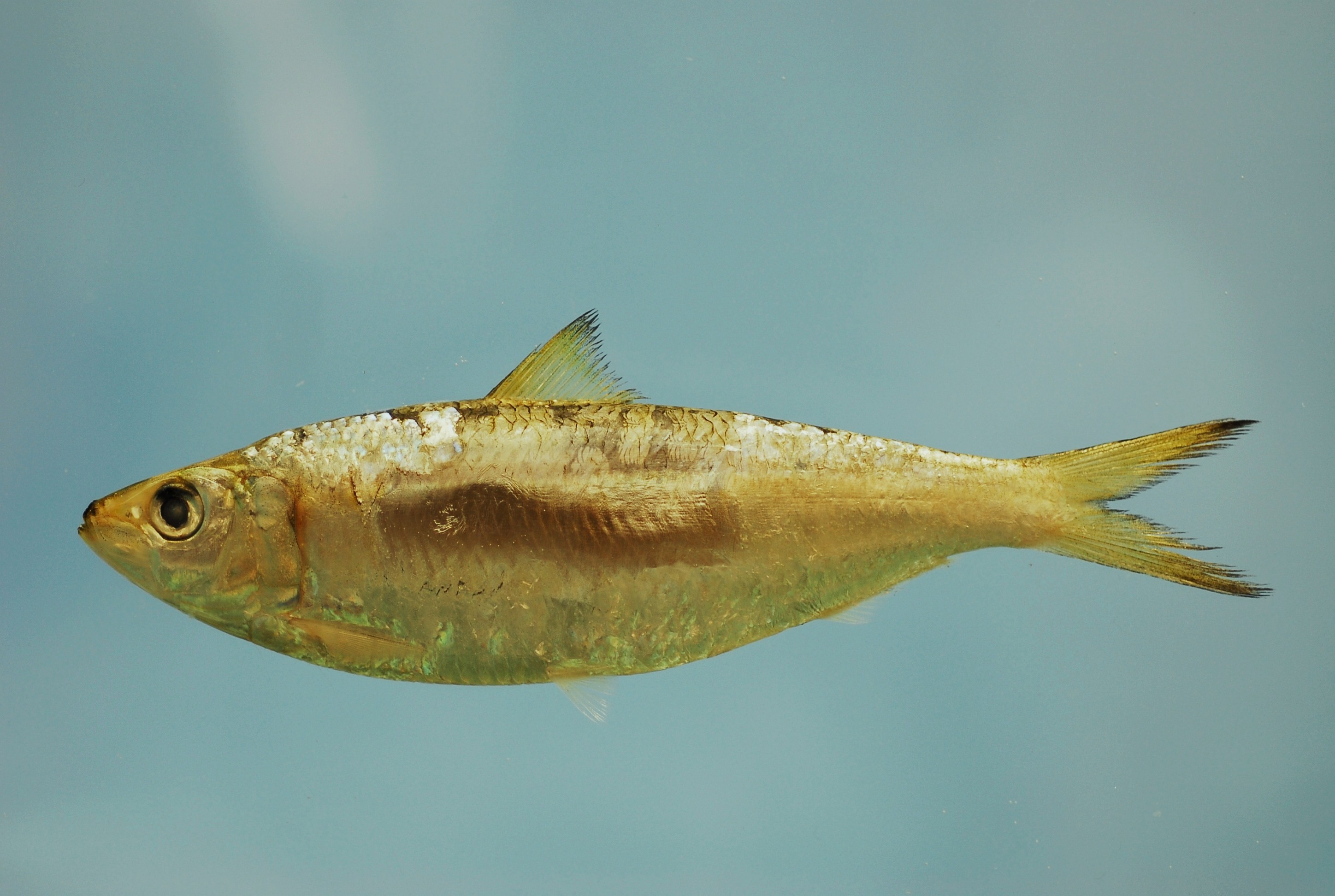
Sardinella aurita

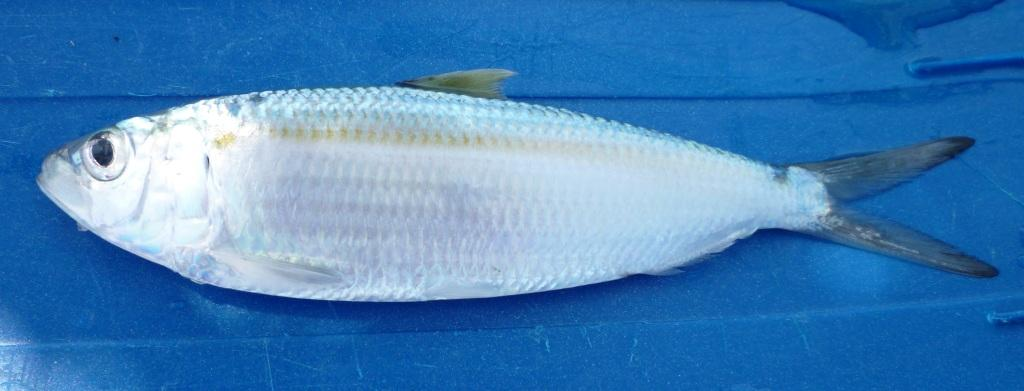
Sardinella maderensis

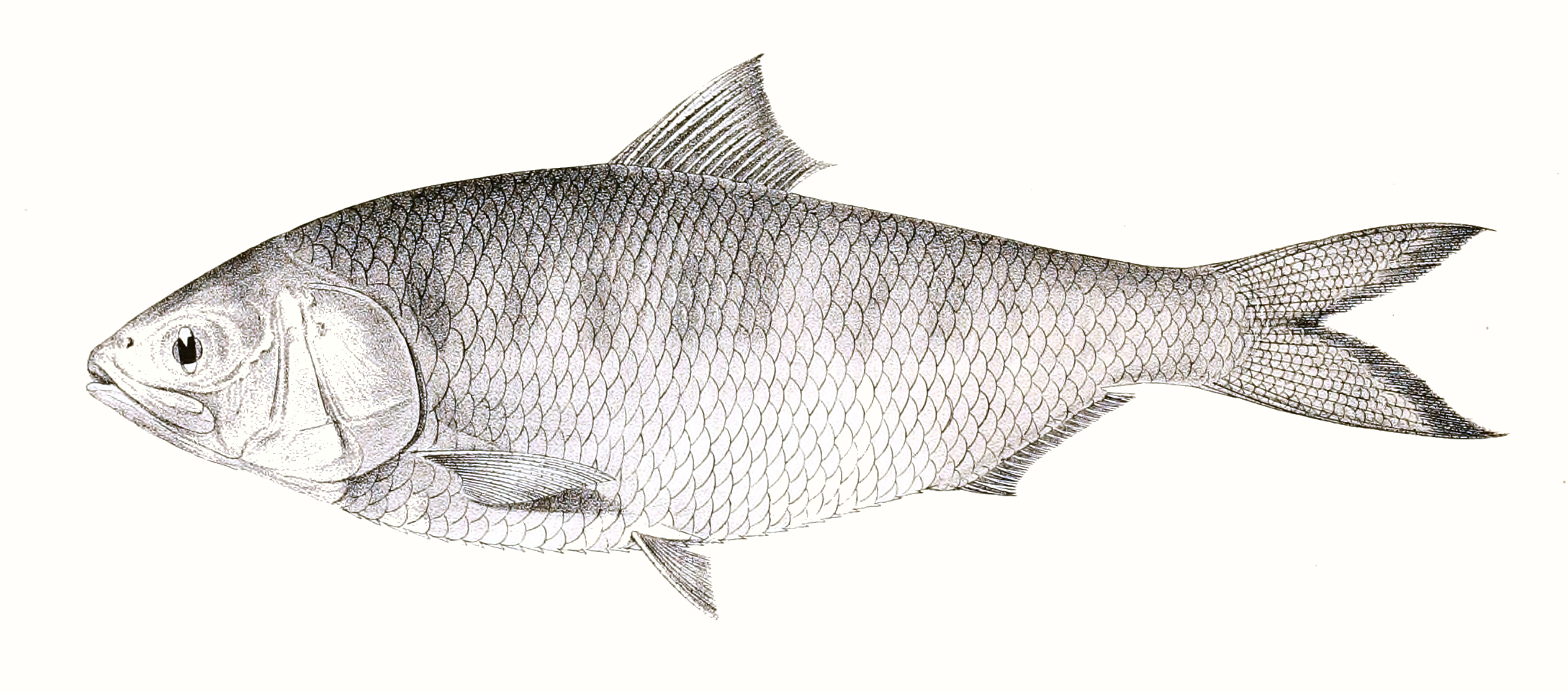
Tenualosa ilisha

Zu den Dorosomatinae gehören etwa 110 Arten in 30 Gattungen.
- Gattung Amblygaster
  - Amblygaster clupeoides Bleeker, 1849
  - Amblygaster indiana Mary et al., 2017
  - Amblygaster leiogaster Valenciennes, 1847
  - Amblygaster sirm Walbaum, 1792
- Gattung Anodontostoma
  - Anodontostoma chacunda Hamilton, 1822
  - Anodontostoma selangkat Bleeker, 1852
  - Anodontostoma thailandiae Wongratana, 1983
- Gattung Clupanodon
  - Clupanodon thrissa Linnaeus, 1758
- Gattung Congothrissa
  - Congothrissa gossei Poll, 1964
- Gattung Dorosoma
  - Dorosoma anale Meek, 1904
  - Dorosoma cepedianum Lesueur, 1818
  - Dorosoma chavesi Meek, 1907
  - Dorosoma petenense Günther, 1867
  - Dorosoma smithi Hubbs & Miller, 1941
- Gattung Escualosa
  - Escualosa elongata Wongratana, 1983
  - Escualosa thoracata Cuvier, 1829
- Gattung Ethmalosa
  - Ethmalosa fimbriata Bowdich, 1825
- Gattung Gonialosa
  - Gonialosa manmina Hamilton, 1822
  - Gonialosa modesta Day, 1870
  - Gonialosa whiteheadi Wongratana, 1983
- Gattung Gudusia
  - Gudusia chapra Hamilton, 1822
  - Gudusia variegata Day, 1870
- Gattung Harengula
  - Harengula clupeola Cuvier, 1829
  - Harengula humeralis Cuvier, 1829
  - Harengula jaguana Poey, 1865
  - Harengula thrissina Jordan & Gilbert, 1882
- Gattung Herklotsichthys
  - Herklotsichthys blackburni Whitley, 1948
  - Herklotsichthys castelnaui Ogilby, 1897
  - Herklotsichthys collettei Wongratana, 1987
  - Herklotsichthys dispilonotus Bleeker, 1852
  - Herklotsichthys gotoi Wongratana, 1983
  - Herklotsichthys koningsbergeri Weber & de Beaufort, 1912
  - Herklotsichthys lippa Whitley, 1931
  - Herklotsichthys lossei Wongratana, 1983
  - Herklotsichthys ovalis Anonymous [Bennett], 1830
  - Herklotsichthys punctatus Rüppell, 1837
  - Herklotsichthys quadrimaculatus Rüppell, 1837
  - Herklotsichthys spilurus Guichenot, 1863
- Gattung Hilsa
  - Hilsa kelee Cuvier, 1829
- Gattung Konosirus
  - Konosirus punctatus (Temminck & Schlegel, 1846)
- Gattung Laeviscutella
  - Laeviscutella dekimpei Poll, Whitehead & Hopson, 1965
- Gattung Lile
  - Lile gracilis Castro-Aguirre & Vivero, 1990
  - Lile nigrofasciata Castro-Aguirre, Ruiz-Campos & Balart, 2002
  - Lile piquitinga Schreiner & Miranda Ribeiro, 1903
  - Lile stolifera Jordan & Gilbert, 1882
- Gattung Limnothrissa
  - Tanganjikasee-Sardine (Limnothrissa miodon Boulenger, 1906)
- Gattung Microthrissa
  - Microthrissa congica Regan, 1917
  - Microthrissa minuta Poll, 1974
  - Microthrissa moeruensis Poll, 1948
  - Microthrissa royauxi Boulenger, 1902
  - Microthrissa whiteheadi Gourène & Teugels, 1988
- Gattung Nannothrissa
  - Nannothrissa parva Regan, 1917
  - Nannothrissa stewarti Poll & Roberts, 1976
- Gattung Nematalosa
  - Nematalosa arabica Regan, 1917
  - Nematalosa come Richardson, 1846
  - Australischer Süßwasserhering (Nematalosa erebi Günther, 1868)
  - Nematalosa flyensis Wongratana, 1983
  - Nematalosa galatheae Nelson & Rothman, 1973
  - Nematalosa japonica Regan, 1917
  - Nematalosa nasus Bloch, 1795
  - Nematalosa papuensis Munro, 1964
  - Nematalosa persara Nelson & McCarthy, 1995
  - Nematalosa resticularia Nelson & McCarthy, 1995
  - Nematalosa vlaminghi Munro, 1956
- Gattung Odaxothrissa
  - Odaxothrissa ansorgii Boulenger, 1910
  - Odaxothrissa losera Boulenger, 1899
  - Odaxothrissa mento Regan, 1917
  - Odaxothrissa vittata Regan, 1917
- Gattung Opisthonema
  - Opisthonema berlangai Berry & Barrett, 1963
  - Opisthonema bulleri Regan, 1904
  - Opisthonema libertate Günther, 1867
  - Opisthonema medirastre Berry & Barrett, 1963
  - Opisthonema oglinum Lesueur, 1818
- Gattung Pellonula
  - Pellonula leonensis Boulenger, 1916
  - Pellonula vorax Günther, 1868
- Gattung Platanichthys
  - Platanichthys platana Regan, 1917
- Gattung Potamothrissa
  - Potamothrissa acutirostris Boulenger, 1899
  - Potamothrissa obtusirostris Boulenger, 1909
  - Potamothrissa whiteheadi Poll, 1974
- Gattung Rhinosardinia
  - Rhinosardinia amazonica Steindachner, 1879
  - Rhinosardinia bahiensis Steindachner, 1879
- Gattung Sardinellen (Sardinella)
  - Sardinella albella Valenciennes, 1847
  - Sardinella atricauda Günther, 1868
  - Goldsardine (Sardinella aurita Swainson, 1838)
  - Sardinella brachysoma Bleeker, 1852
  - Sardinella fijiense Fowler & Bean, 1923
  - Sardinella fimbriata Valenciennes, 1847
  - Sardinella gibbosa Bleeker, 1849
  - Sardinella goni Stern et al., 2016
  - Sardinella hualiensis Chu & Tsai, 1958
  - Sardinella janeiro Eigenmann, 1894
  - Sardinella jussieu Lacepède, 1803
  - Sardinella lemuru Bleeker, 1853
  - Sardinella longiceps Valenciennes, 1847
  - Madeira-Sardine (Sardinella maderensis Risso, 1827)
  - Sardinella marquesensis Berry & Whitehead, 1968
  - Sardinella melanura Cuvier, 1829
  - Sardinella neglecta Wongratana, 1983
  - Sardinella pacifica Hata & Motomura, 2019
  - Sardinella richardsoni Richardson, 1846
  - Sardinella rouxi Poll, 1953
  - Sardinella sindensis Day, 1878
  - Sardinella tawilis Herre, 1927
  - Sardinella zunasi Bleeker, 1854
- Gattung Sierrathrissa
  - Sierrathrissa leonensis Thys van den Audenaerde, 1969
- Gattung Stolothrissa
  - Stolothrissa tanganicae Regan, 1917
- Gattung Tenualosa
  - Tenualosa ilisha Hamilton, 1822
  - Tenualosa macrura Bleeker, 1852
  - Tenualosa reevesii Linnaeus, 1758
  - Tenualosa thibaudeaui Durand, 1940
  - Tenualosa toli Valenciennes, 1847
- Gattung Thrattidion
  - Thrattidion noctivagus Roberts, 1972